# Decaspermum philippinum
Decaspermum philippinum är en myrtenväxtart som beskrevs av Andrew John Scott. Decaspermum philippinum ingår i släktet Decaspermum och familjen myrtenväxter. Inga underarter finns listade i Catalogue of Life.